# プロパフェノン
プロパフェノン（Propafenone）は、Ic群に分類される抗不整脈薬であり、Na+チャネルを選択的に阻害する。心房頻拍や心室頻拍の治療に使われる。商品名プロノン。

## 効能・効果
頻脈性不整脈（他の抗不整脈薬が使用できないかまたは無効の場合）

## 禁忌
- 鬱血性心不全のある患者
- 高度の房室ブロック、高度の洞房ブロックのある患者
- リトナビル、ミラベグロン、テラプレビル、アスナプレビルを投与中の患者

### 慎重投与
- 基礎心疾患（心筋梗塞、弁膜症、心筋症など）のある患者
- 刺激伝導障害（房室ブロック、洞房ブロック、脚ブロックなど）のある患者
- 著明な洞性徐脈のある患者
- 肝機能障害のある患者
- 高齢者
- 重篤な腎機能障害のある患者
- 血清カリウム低下のある患者

## 副作用
重大な副作用として、心室頻拍（Torsades de Pointesを含む）、心室細動、洞停止、洞房ブロック、房室ブロック、徐脈、失神、肝機能障害、黄疸（全て頻度不明）がある。
使用成績調査での副作用発現率は6.9%（304例/4,406例）で、主なものは、眩暈・ふらつき、動悸、脚ブロック、倦怠感などであった。

## 作用機序
プロパフェノンはナトリウムイオンの心筋細胞内への流入を遅くして、脱分極速度を抑制し、心室細動閾値を上昇させ、房室結節内および心室内の興奮伝導を抑制し、心筋の有効不応期を延長させて、全体として心筋細胞の興奮性を鎮め、頻脈性不整脈を治療する:10。活動電位の持続時間にはほとんど影響しない。ATP依存型カリウムチャネルには影響を与えない。
構造的にフレカイニドに近く、服用時には同様の注意が要る。プロパフェノンとフレカイニドは他の抗不整脈薬と同じく催不整脈作用を持つ:19-20。しかし、器質的疾患のない場合には比較的安全であるとされる。
プロパフェノンの頻拍細胞への作用選択性は高いが、正常（安静時）細胞でもIa群やIb群よりも強く抑制する。交感神経β遮断作用を持つため、徐脈、気管支痙攣を起こしうる。

## 薬物動態
消化管からの吸収性は良いが、肝臓の初回通過効果を受けるため、生物学的利用能は約50%である。血中半減期は2〜3時間である。主な代謝経路は肝臓のCYP2D6での水酸化、CYP3A4およびCYP1A2でのN -脱エチル化であるが、代謝能の飽和現象が認められ、300mg服用時の血中未変化体のCmax、AUCは、100mg服用時の約10倍となる。水酸化体の1つ 5-ヒドロキシプロパフェノンにも薬理作用がある。健康成人では服用48時間で53%が糞中に、38%が尿中に排泄される:17。

## 治療開始時
通常、プロパフェノン服用開始時には入院して心電図モニタリングをする。不整脈の種類によって用量はさまざまであるが、比較的高用量（450–900mg/日）で開始して300mg/日辺りまで漸減することが多い。
1. ↑  日本で定められている投与量は 1回150mgを1日3回±適宜増減[2]

経済的な理由やその他の都合で、外来でプロパフェノンを開始する場合があるが、どのような患者で安全に服用開始できるかは合意されたものがない。臨床的な観点から見ると、プロパフェノンは比較的心機能が保存されている患者に適していると言える。

## 立体化学
プロパフェノンは立体中心を含み、2つのエナンチオマーからなる。 これはラセミ体、すなわち（ "R"） - と "（S"） - の1：1混合物である：
| プロパフェノンのエナンチオマー | プロパフェノンのエナンチオマー |
| ------------------------------ | ------------------------------ |
| CAS-Nummer: 107381-31-7        | CAS-Nummer: 107381-32-8        |